# Бумер. Фильм второй
«Бумер. Фильм второй» — российский кинофильм в жанре драмы 2006 года. Продолжение фильма «Бумер». Режиссёром является Пётр Буслов. Премьера фильма состоялась 7 марта 2006 года.
В апреле 2022 года фильм вместе с первой частью был выпущен в повторный кинопрокат.

## Предыстория
Ещё до выхода первого фильма «Бумер» в прокат его рабочие материалы посмотрел Сергей Бодров-младший. Ему очень понравилась игра некоторых актёров и работа съёмочной группы, и он пригласил некоторых её членов принять участие в съёмках своего будущего фильма «Связной». Во время съёмок одного из эпизодов фильма в Кармадонском ущелье сошёл ледник Колка, заваливший съёмочную группу. Более ста человек оказались погребёнными заживо под тоннами льда, камней и грязи. Среди большого числа погибших были оператор-постановщик Даниил Гуревич, директор Тимофей Носик (сын известного актёра Владимира Носика), художник-гримёр Ольга Жукова, осветитель Роман Денисов, ассистент оператора Роман Малышев и мастер по свету Андрей Новиков.
«Бумер. Фильм второй» был посвящён памяти погибших членов съёмочной группы.

## Сюжет
В предыдущем фильме Петя «Рама», Костя «Кот», Димон «Ошпаренный» и Лёха «Килла» попытались ограбить компьютерный салон, поделить деньги и разбежаться, но попали в засаду. «Килла» и «Рама» погибли в перестрелке с милиционерами («Рама» спас Кота ценой своей жизни, заслонив его от пуль), Димон сбежал на машине, избежав ответственности, а Костя, пытаясь спасти смертельно раненого Раму, был ранен и задержан.
2003 год. Проходит 4 года после того, как погибли Лёха «Килла» и Петя «Рама». После их гибели «Кот» хочет прекратить криминальную деятельность, найти любовь и жить нормальной жизнью. Отбывая свой 15-летний срок в тюрьме, Костя тесно общается со своим сокамерником Николаем Шубиным. Он рассказывает о своей сестре Дашке, которая работает в кафе своего дяди Миши. Начальство колонии знает, что один человек в Москве обещает большие деньги за досрочный и, судя по всему, незаконный выход Кота из тюрьмы. Но с их точки зрения Кот — человек ненадёжный, так как может вернуться к преступной деятельности, что грозит разоблачением их коррупционной практики. Однако Кот всё же выходит на свободу.
Кот встречается с «Ошпаренным», который из рэкетира превратился в бизнесмена, владельца автосалона BMW на Рублёвке и семьянина, у которого есть дочь и сын. Судя по намёкам в фильме, именно Димон подкупил тюремное начальство и помог Коту выйти из зоны. Димон пытается помириться с Котом за тот случай на ограблении, когда погибли «Килла» и «Рама», предлагает ему деньги, одежду и даже половину своего бизнеса, но Кот отказывается, принимая в дар от «Ошпаренного» одежду и небольшую сумму денег. Сразу после встречи Димон спасает Кота, забив до смерти кирпичом киллера, нанятого начальником тюрьмы, но погибает сам. Как и в предыдущем фильме, заглавным героем фильма является автомобиль BMW «Бумер», но на этот раз другая машина — внедорожник «BMW X5», который «Кот» забирает у Димона после его гибели.
«Кот» должен найти Дашку и отдать ей письмо от брата. В это же время в ресторане дяди Миши из-за пожара сгорают все сбережённые деньги Дашки и Коли, на которые они хотели уехать за границу. Чтобы восстановить потерянное, она решает вымогательством получить деньги у местного «олигарха» — отца своей подруги, Оксанки. Дашка до этого промышляла мелким шантажом богатых людей. Пытаясь записать с помощью телефонного жучка доказательства супружеской измены предпринимателя, она случайно подслушивает и записывает его планы по физическому устранению его партнёра по бизнесу. Позвонив ему и включив запись с компроматом, она приказывает ему принести деньги в заброшенный дом, в противном случае она передаст запись «кому надо». Деньги оказываются «куклой», и вдобавок за Дашкой устремляется погоня из милиции, которую навел на неё «олигарх». Бросив машину на стройке, она просит «Кота», проходившего мимо, помочь ей. «Кот» узнаёт её и сажает в «Бумер». Он решает уехать за город, чтобы показать письмо от Коли там, но Дашка сопротивляется, и «Кот», добравшись до заброшенной избушки где-то в пригороде, заталкивает её в подпол, чтобы она успокоилась. Сидя там, Дашка придумывает, как сбежать и наказать «Кота». Она делает вид, что замерзла, Кот вытаскивает её и сажает в заведенный «Бумер», чтобы она согрелась.
Наутро «Кот» обнаруживает, что Дашка сбежала, проколов колеса отвёрткой и написав на лобовом стекле оскорбление. Пока он ездит на такси в ближайший шиномонтаж, бандит по кличке «Китай» со своей бандой, которому заплатила Дашка, совершает с «Бумером» какие-то манипуляции. Поставив колёса, «Кот» выезжает на шоссе. За ним увязывается микроавтобус банды. С помощью хакерского оборудования, через установленный в машине «Кота» жучок, «Китай» отключает двигатель машины и подрезает остановившийся «Бумер». Бандиты разбивают стекло, вытаскивают «Кота», бьют его битой по голове и скидывают в реку. Забрав машину и спалив письмо от Николая, бандиты едут в кафе, где их ожидает Дашка. Один из бандитов — Миха — отдаёт Дашке паспорт, найденный у «Кота», и они меняют «Бумер» на Nissan Skyline R33. Увидев в паспорте имя брата, Дашка догоняет бандитов и пытается узнать у Михи и «Китая», куда они дели «Кота», но они не отвечают ей.
Потерявшего сознание «Кота» находит местный рыбак дед Илья и отвозит к себе домой. От сильного удара «Кот» потерял память и не помнит, кто он. Симпатию к «Коту» проявляет Ленка, местная медсестра, которая подсказывает жене деда Ильи, тёте Кире, развесить в округе объявления о найденном человеке. Одно из этих объявлений увидела Дашка и приезжает к Илье и Кире, назвавшись сестрой «Кота» — Светой, и остаётся за ним ухаживать. На третий день «Коту» во сне являются погибшие друзья — «Килла», «Рама», и «Ошпаренный». Погибший «Рама» сообщает «Коту», что пора отправляться в путь, намекая на то, что он скоро будет вместе с ними. После этого сна к «Коту» возвращается память. Он рассказывает Дашке о её брате и об обстоятельствах своего освобождения, после чего Дашка уезжает.
Судя по рассказу, Костя вышел на свободу ценой жизни Дашиного брата. Николай неожиданно умирает в тюремной больнице от сердечной недостаточности, а «Кота» выпускают на свободу и отдают ему неотправленное письмо Николая к сестре. Перед этим начальник колонии вызывал к себе «Кота» на «поминки» себя самого, поскольку согласно официальным документам, в больнице умер не Николай, которого уже собирались отпускать на свободу по УДО, а Костя. На «Кота» был оформлен паспорт с именем Николая Шубина, и теперь он должен официально жить под этим именем. «Кот» удивлён и недоволен обстоятельствами побега, он бросает своим новым паспортом в начальника колонии, считая, что тот специально убил Николая. Этот поступок подтверждает сомнения в ненадёжности «Кота» и необходимости его ликвидации. Начальник нанимает киллера.
«Кот» уходит из деревни, пообещав вернуться, когда посетит могилы друзей. Дед Илья, Тетя Кира и Ленка с маленькой дочкой приняли его в свою семью, провожают его как родного. Приехав в город, около вокзала он видит свой «Бумер» с новым стеклом, из которого выходит Дашка. Она даёт понять, что наказала ограбивших его бандитов, отдаёт «Коту» ключи и уходит. Позже к «Коту» подходит милиционер и проверяет документы. Поддельный паспорт заставляет понервничать: «Коту» не сразу удается назвать свои «официальные» имя и год рождения. Когда милиционер отходит, «Кот» видит ориентировку на Дашку и возвращается к ней.
Костя советует Дашке скрыться, а она рассказывает «Коту» об их с братом мечте — поехать на море. Также она дарит «Коту» игрушечного котенка, всячески склоняет его стать ей названным братом вместо Коли. Но Костя говорит Даше, что не хочет никуда ехать, планирует продать «Бумер», съездить на могилы к друзьям, и вернуться к деду Илье, а после устроиться на работу на траулер и начать жизнь заново. Вместе они отправляются по провинциальным трассам до другого городка, в котором есть авторынок. За время поездки Даша влюбляется в «Кота», к чему он явно не был готов. На паромной переправе она даже ревнует «Кота» к случайной встречной, которая попросила помочь открыть капот. Добравшись до городка, «Кот» пытается продать «Бумер» на авторынке, а Дашка — узнаёт всё о туре в другие страны. Однако продать машину с сомнительным прошлым даже по низкой цене нелегко: покупатель «пробивает» номера «Бумера» в ГИБДД и отказывается от сделки, потому что машина в розыске. Переправившись на пароме обратно и сидя в придорожном кафе, они думают, как быть дальше. У Дашки созревает глупый план — ограбить турфирму. «Кот» против этого, но пока он был в туалете, она сбегает, оставив «Коту» записку о том, что скоро вернётся. Она покупает петарды на рынке и едет обратно в городок на другом берегу реки, который они только что покинули. Придя в турфирму, Дашка поджигает петарды и прячет их в пакете под столом менеджера, чтобы их взрывом создать панику и ограбить фирму без оружия. Но в этот момент приходят ещё двое грабителей. В момент передачи им денег петарды взрываются, и один из бандитов получает ранение глаз. Второй расстреливает сотрудниц турфирмы и пытается остановить Дашку, но она успевает схватить пакет с деньгами, уехать на «Бумере» и забраться на паром. «Кот» ждёт Дашку в кафе, но, услышав по рации пришедших милиционеров сообщение о преследовании автомобиля BMW, бежит к переправе. Судя по милицейским переговорам, милиционеры арестовали бандитов и по их показаниям уже знали, что Дашка принимала участие в ограблении. На переправу подъезжают три милицейских автомобиля. Увидев их, Дашка спускает на воду надувную лодку с соседней машины и гребет в другое место на берегу, но теряется в тумане. Подходит паром, и «Кот» видит, что «Бумер» с включёнными фарами стоит у самой аппарели, готовый первым покинуть палубу, а на берегу собралось много милиционеров, ожидающих причаливания парома.
В последней сцене «Кот» лежит убитый на дороге с автоматом в руках и игрушечным котёнком. Он пытался спасти Дашку, отобрав у милиционера автомат, но другие милиционеры расстреляли его. Таким образом, пророчество Собачихи о гибели друзей из первого фильма сбылось в точности. На протяжении всего фильма Кот так и не посетил могилы друзей.
Дальнейшая судьба Дашки и машины неизвестна.

## В ролях
| Актёр                          | Роль                                                                         |
| ------------------------------ | ---------------------------------------------------------------------------- |
| Владимир Вдовиченков           | Константин Андреевич Огородников (Костя «Кот»)                               |
| Светлана Устинова              | Дашка                                                                        |
| Андрей Мерзликин               | Дмитрий Алексеевич Пошпарин (Димон «Ошпаренный»)                             |
| Александр Голубев              | Николай Сергеевич Шубин, брат Дашки, уголовник                               |
| Максим Коновалов               | Лёха «Килла», друг Кота (погиб в конце первого фильма, явился к нему во сне) |
| Сергей Горобченко              | Петя «Рама», друг Кота (погиб в конце первого фильма, явился к нему во сне)  |
| Николай Олялин                 | дед Илья                                                                     |
| Феликс Антипов                 | дядя Миша                                                                    |
| Агния (Дарья) Мищенко-Бродская | Оксанка, подруга Дашки                                                       |
| Александр Цуркан               | отец Оксанки                                                                 |
| Алексей Филимонов              | гопник Вовка, случайный встречный, который интересуется у Кота ценой Бумера  |
| Олег Протасов                  | майор Чугуров заместитель начальника колонии                                 |
| Турар Мураталиев               | Китай (озвучивает Артур Смольянинов)                                         |
| Дмитрий Персин                 | начальник тюрьмы                                                             |
| Денис Кириллов                 | Миха бандит с пивом в микроавтобусе                                          |
| Игорь Арташонов                | Зверев, уголовник                                                            |
| Олег Васильков                 | зэк                                                                          |

| Актёр                  | Роль                          |
| ---------------------- | ----------------------------- |
| Анна Чурина            | Рената                        |
| Альбина Тиханова       | Кира                          |
| Светлана Камынина      | Ленка                         |
| Александр Сериденко    | Резак киллер                  |
| Наталья Санько         | Эля                           |
| Владимир Жеребцов      | Игорь                         |
| Мария Егорова          | Света                         |
| Александр Симонов      | Блинов                        |
| Александр Шаляпин      | Дурбазол                      |
| Владислав Абашин       | Паук                          |
| Иван Вырыпаев          | бомж в кафе                   |
| Константин Стрельников | оперативник                   |
| Вячеслав Кулаков       | оперативник                   |
| Ольга Долинина         | девушка из бутика             |
| Владимир Перегудов     | начальник предвыборного штаба |
| Любовь Омельченко      | цветочница                    |
| Виктор Шуляковский     | эпизод                        |
| Анатолий Кощеев        | озвучивание                   |
| Артур Смольянинов      | озвучивание                   |

## Съёмочная группа
| Режиссёр-постановщик           | Пётр Буслов |
| Продюсеры                      | Сергей Сельянов, Сергей Члиянц |
| Сценарий                       | Пётр Буслов, Ким Белов, Иван Вырыпаев, Денис Родимин |
| Композитор                     | Сергей Шнуров |
| Оператор-постановщик           | Александр Симонов |
| Художник-постановщик           | Ульяна Рябова |
| Режиссёр монтажа               | Иван Лебедев |
| Звукорежиссёр                  | Дэвид Шуфутинский |
| Грим                           | Наталья Фёдорова |
| Костюмы                        | Екатерина Манукова |
| Продюсерская группа            | - Исполнительные продюсеры: Владимир Игнатьев, Константин Буслов - Продюсер пост-производства: Константин Гривский - Директор по финансам: Максим Уханов, Сергей Яковенко - Юридическое обеспечение: Наталья Дрозд, Денис Белов - Линейный продюсер: Андрей Семёнов - Редактор: Валерий Федорович |
| Режиссёр                       | Бакур Бакурадзе |
| Режиссёрская группа            | Алексей Возный, Елена Кулешина, Вера Моргачёва |
| Ассистент режиссёра по актёрам | Ольга Троян |
| Операторы                      | Игорь Гренякин, Заур Болотаев |

## Саундтрек
Саундтрек к фильму выпущен лейблом Mp3Tone 6 марта 2006 года.

| №   | Название                                                 | Исполнитель                            | Длительность |
| --- | -------------------------------------------------------- | -------------------------------------- | ------------ |
| 1.  | «Концерт для скрипки и симфонического оркестра Ре-Мажор» | П. И. Чайковский                       | 1:54         |
| 2.  | «Нет, не пойду»                                          | Света КоліБаБа                         | 2:42         |
| 3.  | «Осень»                                                  | Карибасы                               | 3:49         |
| 4.  | «Электричество»                                          | Граф Хортица и Запрещённые Барабанщики | 5:05         |
| 5.  | «Соносома»                                               | С.Л.Э.Г.                               | 2:19         |
| 6.  | «Штирлиц»                                                | Ландыши                                | 2:10         |
| 7.  | «Девушка и змея»                                         | Залив кита                             | 4:32         |
| 8.  | «Do the Job»                                             | Alex Parasense                         | 6:18         |
| 9.  | «Спам»                                                   | Напасс                                 | 2:52         |
| 10. | «Лифт»                                                   | Supersonic Future                      | 5:12         |
| 11. | «Душа летела»                                            | Ботаника                               | 3:58         |
| 12. | «История»                                                | Диманъ                                 | 3:40         |
| 13. | «Мазафакер»                                              | Supersonic Future                      | 4:32         |
| 14. | «Милый мой»                                              | Света КоліБаБа                         | 2:52         |
| 15. | «Белый „Ягуар“»                                          | Кровосток                              | 3:32         |
| 16. | «Чёрный „Бумер“»                                         | Серёга                                 | 4:16         |
| 17. | «Свобода»                                                | Ленинград & Кипелов                    | 3:19         |
| 18. | «Никого не жалко»                                        | Сергей Шнуров                          | 3:20         |

## Награды и номинации
| Награды и номинации     | Награды и номинации   | Награды и номинации  | Награды и номинации | Награды и номинации |
| Награда                 | Категория             | Номинант             | Результат           |                     |
| ----------------------- | --------------------- | -------------------- | ------------------- | ------------------- |
| MTV Russia Movie Awards | «Лучший фильм»        |                      | Номинация           |                     |
| MTV Russia Movie Awards | «Лучшая мужская роль» | Владимир Вдовиченков | Номинация           |                     |
| MTV Russia Movie Awards | «Лучшая женская роль» | Светлана Устинова    | Номинация           |                     |
| MTV Russia Movie Awards | «Лучший кинозлодей»   | Андрей Мерзликин     | Номинация           |                     |

## История съёмок

### Замысел
Изначально Пётр Буслов вообще не планировал снимать вторую часть фильма. Однако потом Буслов решил, что если не он снимет второй фильм, то вместо него киностудия СТВ возьмёт другого режиссёра и снимет продолжение без Буслова или ещё хуже, к первому фильму снимут какой-то китайский ремейк, чего Пётр не хотел допустить. Кроме того, Пётр Буслов решил снять продолжение, так как после того, когда первый фильм стал хитом, большинство фанатов первой части доставали его с вопросами на тему, будет ли вторая часть и выжил ли Кот? Первоначально сценарий фильма рассматривал сделать главными героями двух новых персонажей брата и сестру Шубеных по имени Костян и Даша, одна из которых позже станет отдельным главным героем в данном фильме наравне с Костей. Также фильм задумывался не как прямое продолжение, а как спин-офф или «бэк-стори», а название фильма изначально было «Бумер 2: Рай на Земле».

### Съёмочный период
Когда был сценарий к фильму «Бумер 2: Рай на Земле», съёмки проводились в 2004 году и творческая группа переехала в подмосковный город Серпухов, где стартовали съёмки фильма. Героиня Даши ранее по сценарию во время съёмок каталась на роликовых коньках. В качестве её дублёра во время съёмок данных сцен выступала 17-летняя Маргарита Мелентьева, уже на то время известная в Советском Союзе в кругах экстремальных видов спорта персона. Она выполняла прыжки и сложные трюки в экшн-сценах. В Серпухове были отсняты сцены из начала и концовки первого акта фильма. Дальше фильм по сценарию «Бумер 2: Рай на Земле» не стали снимать и в итоге Пётр Буслов решил полностью переписать сценарий по требованию киностудии СТВ. После этого заранее отснятые сцены для отменённого фильма вырезали, так и не были использованы в фильме «Бумер. Фильм второй» и они хранятся на полках киностудии.
После того, когда сценарий был переписан, дальнейшие пересъёмки и досъёмки проводились не только в Серпухове, но также съёмки проводились в таких городах, как Рыбинск, Красный сулин, Шахты, Зверево и Ивантеевка. Одну сцену фильма снимали в действующей исправительной колонии в Тульской области.

## Факты о фильме
- Модель автомобиля в фильме «Бумер 2» — BMW X5 (E53)[12].
- При создании саундтрека к фильму «Бумер 2» директор группы «Ленинград» позвонил В. Кипелову с вопросом, могут ли они использовать строчки из его песни «Я свободен» в своей композиции. Зная пристрастие Шнурова к нецензурным текстам, Кипелов попросил их предварительно выслать текст песни. Прослушав песню, В. Кипелов подписал разрешение на использование этих строчек[13].

## Компьютерная игра
17 марта 2006 года была выпущена компьютерная игра «Бумер 2» в жанре интерактивного кино от компании СофтКлаб. Игра сделана по мотивам оригинального фильма, но имеет отличный от него сюжет.

## Возможное продолжение
Пётр Буслов не исключает, что однажды выйдет фильм «Бумер. Фильм третий». Также он заверил, что где-то на пыльных архивных полках киностудии «СТВ» по сей день хранятся бесценный съёмочный видеоматериал «Рая на Земле», который при желании можно было бы использовать в качестве «бэк-стори» или пролога к возможной третьей части фильма.